# 長田神社
長田神社（日语：／ Nagata-jinja */?）是日本兵庫縣神戶市長田區長田町的神社，社格是名神大社、官幣中社和別表神社，祭神是事代主神。文化財方面，黑漆金銅裝神輿是重要文化財，本殿、幣殿、拜殿、東樂所、西樂所、透塀和門、天照社、八幡社、月讀社、出雲大社、蛭子社、松尾社、神門、神符授與所以及附屬屋、廻廊和側門以及神樂殿是登錄有形文化財，石造燈籠是重要美術品，與「太刀拵」和「長田神社古式追儺式」同為兵庫縣指定文化財，「長田神社的樟樹」則是神戶市指定文化財。

## 位置與名稱
- 神社一帶
基於日本國土交通省之国土画像情報（彩色航拍）製作

神社位於苅藻川和新湊川交匯處以北的苅藻川西岸，行政區劃原為攝津國八部郡長田鄉，後為長田村、林田村和神戶市林田區。名稱方面，長田源於地名，根據《延喜式神名帳》金剛寺本、武田本和吉田家本記載長田神社的發音均為清音的Nakata（なかた），《和名類聚抄》也同樣記載長田鄉以清音發音，後世濁音化後才變成Nagata（ながた）:149-152。
神社在文獻上最早以「長田神」之名見於大同元年（806年）的《新抄格勅符抄》，由於神戶制源於大化改新，因此「長田神」之名推測也可以追溯至這個時期。「長田神社」的名稱雖然最早見於《延喜式神名帳》，不過直至近世為止，各種略稱也見於不同的文獻上。從平安時代末期至室町時代為止，以「長田社（長田御社）」、「長田宮」和「長田大明神」的稱呼為主，安土桃山時代、江戶時代以至明治維新為止則以「長田宮」和「長田大明神（長田大明神宮）」為主流，也有神社或氏子誇稱神社為「長田大神宮」或「長田大社」的例子:149-152。

## 歷史
根據《日本書紀》神功皇后攝政元年2月條，神功皇后在遠征新羅後於回程快要返抵難波時，船隻由於無法前行而折返至務古水門，並且通過占卜獲得神諭，供奉事代主命於長田國，並且由山背根子之女廣田社祭主葉山媛之妹長媛作為祭主而鎮座於長田國。長田國的範圍推測是面向瀨戶內海，背靠高取山和鐵拐山，東至湊川，西至須磨一谷的攝津國和播磨國邊界，大致是神戶市長田區、兵庫區、須磨區和北區南部一帶，其中高取山也被視為神社的神奈備。
根據《新抄格勅符抄》記載，神社在大同元年時於攝津國內有41戶神戶:115。天安3年正月27日（859年3月5日），根據《日本三代實錄》記載，長田神自從五位上勳八等升至從四位下勳八等:109。貞觀9年（867年）8月，神社祈求五穀豐收，並且在9月11日（10月12日）獲報賽。元慶元年6月14日（877年7月27日），神社獲祈雨奉幣，神社在《延喜式》臨時祭中也是85座祈雨神之一，於《延喜式神名帳》中也獲列為名神大社。天慶2年7月8日（939年7月26日），根據《本朝世紀》記載，神社再獲祈雨奉幣。應和3年7月15日（963年8月7日），根據《日本紀略》記載，神社與伊勢神宮、坐摩神社、垂水神社等28座神社獲祈雨奉幣:140-141。正曆5年4月27日（994年6月8日），根據《本朝世紀》記載，為了平息去年發生瘟疫，神社獲臨時的奉幣。寬仁元年10月2日（1017年10月24日），根據《左經記》記載，神社獲奉上一代一度幣帛神寶等。保安元年（1120年），根據收錄於《九條家冊子本中右記裏文書》內的《攝津國正稅帳案》記載，神社有32烟神戶。永萬元年（1165年）6月，根據收錄於《宮內廳書陵部所藏文書》內的《神祇官諸社年貢注文》記載，神社有份向神祇官繳納年貢。
- 刻有式內的社號標
- 刻有官幣中社的社號標

明治5年（1872年）10月，神社獲列為鄉社，1874年6月30日升為縣社。1885年4月22日，神社獲列為官幣小社，同年7月13日由兵庫縣令內海忠勝作為敕使前往參拜奉幣:125-129。此外，神社也先後在《大日本帝國憲法》和《皇室典範》制定、日俄戰爭、日德戰爭、大正天皇大嘗祭、昭和天皇大嘗祭、太平洋戰爭和大東亞戰爭等事件時獲奉幣:144-145。1896年12月21日，神社由於日本在甲午戰爭中勝出而獲升至官幣中社:131。
1923年7月27日和1940年8月24日，神社先後獲高松宮宣仁親王和李垠前往參拜，並且均獲奉上玉串料:145。1948年9月30日，神社本廳制定「幹部和職員去留相關規定」（役職員進退に関する規程，《規程第15號》），神社列於其中第五條提到的「記載於別表的神社」（別表に掲げる神社）之內，即別表神社。1954年4月6日、1956年10月28日和1967年4月11日，神社先後在國土綠化大會、國民體育大會以及全國植樹祭時獲昭和天皇奉幣:145。1995年1月17日，阪神大地震爆發，神社的本殿等社殿在地震嚴重受損，附屬屋倒塌，馬場先大鳥居等四座大鳥居以及約80座燈籠和石造建築均全數損毀，與此同時神社開放參集殿作為避難所，容納鄰近的約150名災民達一個月左右，並且開放為聯絡地點以及作為慈善廚房來賑災。

## 領地
神社的領地推測分佈於兵庫中庄和兵庫下庄。正安元年（1299年）11月，根據《左衛門少尉伴某寄進狀案》記載，神社獲寄進長田村的1反（約991.74平方米）作為長田社法花轉讀費。建武元年8月16日（1334年9月4日），神社獲公文右衛門太郎寄進兵庫井門庄內公文名字Koga（コガ，推測為久我）的田地1反作為修理費:487-488。建武3年（1336年）11月，根據《長田社愁狀案》記載，神社最先領有的領地7町（約0.07平方公里）以及兵庫中庄內公文名8町（約0.08平方公里）原本設有新補地頭，不過擔任地頭的品河孫次郎在同年5月爆發的湊川之戰時於楠木正成麾下參戰而導致領地無人管治，因此支持足利尊氏，並且在鵯越戒備的社人要求將領地寄進至神社。建武4年4月16日（1337年5月16日，延元2年），神社獲足利方的沙彌寄進兵庫庄公文名內十二條二里十坪的田地1反。永正12年11月11日（1515年12月16日），神社獲勝福寺法泉坊僧人快宥寄進坪許山的田地1反:492-494。
天正7年（1579年）3月，根據《荒木志摩守等連署狀》記載，神社獲花隈城城主荒木元清等人保護。天正15年（1587年）9月，神社獲朝日姬寄進長田村內50石作為領地。慶長15年9月11日（1610年10月27日），神社獲青木一重寄進長田村內15石:495-496。元和4年7月28日（1618年9月16日），神社的領地獲攝津尼崎藩藩主戶田氏鐵安堵，其後也獲尼崎藩藩主青山幸成、青山幸利和青山幸明安堵。正德4年正月15日（1714年3月1日），神社獲下總古河藩藩主土井利里安堵，其後也獲歷任古河藩藩主安堵:465。
寬延4年5月1日（1751年5月25日），神社獲則光六郎兵衛寄進西尻池村字垣田1反20步（約1057.85平方）以及字久保8畝26步（約879.34平方），同時也獲國武源兵衛寄進西尻池村字Hakada（はかだ）1反1畝（約1090.91平方）。嘉永5年（1852年）10月，神社獲專右衛門寄進長田村內2畝29步（約294.21平方）的田地作為神樂的費用:515-521。1878年，神社的領地涵蓋池田村字式地免的御神饌田1反3畝10步（約1322.31平方）、西尻池村字Tano木（たの木）1反1畝（約1090.91平方）、長田村字三度佐2畝29步、長田村字小池之子（小池ノ子）的燈明田1畝10步（約132.23平方）以及長田村字瀧谷（滝ヶ谷）的燈明山1反5畝8步（約1514.05平方）:523。

## 境內
- 長田神社的兩棵樟樹

根據貞享和元祿年間（1684年至1704年）的《攝津國八部郡中庄長田社中諸色書付》記載，神社境內東西長約28間（約50.91），南北長115間（約209.09）。1873年10月，根據《長田村社寺調書》記載，神社境內面積達約1町8畝14步（約10757.02平方），1874年8月時則是3360坪（約11107.44平方），1919年5月30日則從4143坪7合1勺（約13698.21平方）減至4098坪7合4勺（約13549.55平方）:183-189。1948年12月24日，神社作為宗教用途免費取得部分國有地，境內面積也增至4250坪（約14049.59平方）:189-191。
1974年，神社獲神戶市指定為市民之森，面積是3,200平方米，境內長有黑松、樟樹、羅漢松、烏岡櫟、姬松、鐵冬青、珊瑚樹和荷花玉蘭等樹木，另外也獲指定為市民公園。神社的兩棵樟樹是神戶市指定文化財，樹圍分別是6.2米和5.12米，樹高則是22米和20米，附生植物以瓦韋為主，也有八角金盤、日本女貞和朴樹等等，楠宮稻荷神社的樟樹則是「神戶的名木」，樹圍約5米，樹高超過20米。

## 建築
- 參集殿
- 儀式殿

- 寶物庫
- 茶室

1924年1月2日的深夜1點30分，拜殿的千鳥破風由於漏電而失火，本殿、幣殿和拜殿等玉垣內的社殿均全數焚毀，天照大御神社、八幡社、透塀、東門和西門則一半焚毀。1928年5月14日，神社完成重建。1961年至1963年，神社展開修建，其中包括增設儀式殿以及擴建社務所，工程由竹中工務店負責:237-248。1979年12月，參集殿落成。1980年10月，神社修葺本殿等社殿、神門以及廻廊的屋頂，寶物庫和茶室等也相繼落成。
- 本殿
- 神門
- 神符授與所和附屬屋

本殿、幣殿、拜殿、東樂所、西樂所、透塀和門、神門、神符授與所和附屬屋、廻廊和側門以及神樂殿建於1928年。本殿佔地25平方米，為三間社流造建築。幣殿位於本殿和拜殿之間，為切妻造建築，佔地18平方米，坐南向北，長14尺4寸（約4.36），寬13尺5寸（約4.09），建有蔀。拜殿位於幣殿前方，與其融為一體，佔地143平方米，為入母屋造建築，正面建有向拜和軒唐破風。神門位於拜殿以南，為切妻造建築，正面寬7.1米，為三間三戶的八腳門。神符授與所和附屬屋位於神門以東，佔地24平方米，其中神符授與所是入母屋造建築，坐北向南，長12尺（約3.64），寬18尺（約5.45），附屬屋則是兩下造建築，坐東向西，長8尺（約2.42），寬6尺（約1.82）。
- 廻廊和側門
- 神樂殿

東樂所和西樂所分別位於拜殿背面的東西兩側，佔地16平方米，均為長寬2間（約3.64）的入母屋造建築，坐東向西，入口則分別朝西和朝東而建。透塀和門佔地49平方米，為切妻造建築，透塀從東樂所和西樂所延伸，以包圍本殿的形式而建，東西兩邊的透塀各八間，北面是十間，門則建於北面透塀的中間，為棟門形式的後門。廻廊和側門位於神門和神符授與所之間，佔地60平方米，為兩下造建築，長8尺（約2.42）。神樂殿位於脇門右前方以及拜殿東南方，朝西而建，佔地32平方米，為入母屋造建築，長12尺（約3.64），寬21尺（約6.36）。

## 攝末社
- 天照皇大御神社
- 八幡社
- 楠宮稻荷社

神社的攝末社有天照皇大御神社、八幡社、月讀社、松尾社、出雲大社、蛭子社和楠宮稻荷社。天照皇大御神社和八幡社的祭神分別是天照大神和應神天皇，社殿建於1928年，均位於透塀內，分別是本殿以東和以西處，佔地1平方米，均為一間社流造建築，長2尺2寸（約0.67），寬2尺7寸（約0.82），向拜長1尺8寸（約0.55）。楠宮稻荷社的祭神是倉稻魂神，以赤魟繪馬著稱，並且相傳有助於治療各種疾病，尤其是痔瘡。
- 月讀社
- 松尾社

月讀社、松尾社、出雲大社、蛭子社均建於寬延4年至文政12年（1751年至1829年），均為一間社流造建築。月讀社的祭神是月讀，社殿在1928年轉移至拜殿以東處，朝西而建，佔地1平方米，長2尺3寸（約0.7），寬2尺4寸（約0.73），向拜長1尺9寸（約0.58）。松尾社的祭神是大山咋神和春日神，社殿在1928年轉移至拜殿向拜部分以東處，位於月讀社南邊，佔地0.81平方米，火災前原本位於覆舍內，長2尺1寸（約0.64），寬2尺3寸（約0.7），石造底座建有龜腹，與天照皇大御神社和八幡社類同。
- 出雲大社
- 蛭子社

出雲大社的祭神是大國主，社殿在1928年轉移至西樂所以西處，朝東而建，佔地1.1平方米，長3尺3寸（約1），寬2尺4寸（約0.73）。蛭子社的祭神是蛭子神，社殿在1928年轉移至拜殿以西處，朝東而建，旁邊是出雲大社，佔地0.79平方米，長2尺1寸1分2尺（約0.61），寬2尺3寸，向拜長1尺5寸9分1尺（約0.3），高10尺9寸4分10尺（約3.03）。

## 神職
| 大中臣氏（大中氏）歷任神職 |
| --- |
| 1. 房春 2. 春行 3. 良春 4. 房榮 5. 春榮 6. 行宗 7. 盛行 8. 盛清 9. 景盛 10. 良丸 11. 宗房 12. 良次 13. 豐宣 14. 龜鶴童 15. 房忠 16. 忠國 17. 房盛 18. 豐麻呂 19. 良比古 20. 毘古丸 21. 忠盛 22. 忠行 23. 良繼 24. 忠房 25. 盛義 26. 重房 27. 宗政 28. 房則 29. 忠政 30. 房宣 31. 宣平 32. 盛平 33. 豐則 34. 房盛 35. 房彥 36. 盛彥 37. 宗盛 38. 忠盛 39. 豐彥 40. 良輝 41. 宗良 42. 盛親 43. 郎盛 44. 宣長 45. 良房 46. 盛章 47. 盛宣 48. 盛次 49. 行盛 50. 盛房 51. 春盛 52. 春美 53. 春昶 54. 春朝 55. 春愛 |

神社的神職最早可以追溯至見於《日本書紀》的長媛，其後見於《續日本後紀》承和2年（835年）10月條的長我孫葛城也被認為是神社的神職，神主職的世襲則始於大中臣氏（大中氏），根據《大中氏系譜》記載，總共有55任，並且稱原本均有補任狀，不過大部分在寬文年間被延燒，僅有保元至延慶（1156年至1311年）以及寶曆至嘉永（1751年至1854年）的文書沒有被燒毀:362。
保元4年3月2日（1159年3月23日），根據收錄於《大中文書》內的《散位平某下文案》記載，大中臣行宗在控訴後獲補任為正神主職。建久6年（1195年）10月，根據《某下文案》記載，大中臣盛行奉命執行社務。承久2年（1220年）2月，根據《神主職補任狀案》記載，大中臣盛清獲任命為神主職。然而，由於盛清據稱為庶子，因此盛行的嫡子景盛在貞應元年（1222年）控訴要求繼任神主職。根據同年8月的《大中臣景盛愁狀案》記載，景盛雖然是盛行的嫡子，但是在盛行死後的承久3年（1221年）冬天時不但被驅逐出領地，連麥田也被收割掉。
寬喜3年12月（1231年12月或1232年1月），根據《神主職補任狀案》記載，景盛獲兵庫下庄地頭、領地田井村、板井戶村、須馬村、中野田、中村、尻池村以及野田村的長者和刀禰擔保聯署，最終成功獲補任為神主職。應長元年5月8日（1311年5月26日），根據《某書下案》記載，神主四郎（推測為盛清）由於干犯不法行為，其神主職改由其幼子龜鶴擔任。
神社獲列為官幣小社後，由內務省任命的首任宮司是林源吾，其後宮司先後由林立守、檜垣常伯、赤川戇助、金原利道、矢野豁、宮原正喬、米野一馬、藤卷正之、吉村清享、高根政次郎、菊池武文、滿井成吉和津田信基擔任:410-411。

## 氏子
神社的氏子地區以舊長田村、東尻池村、西尻池村、池田村、西代村和西須磨村為中心，總共分為15部20地區，分別是長田、池田、長田北（丸山、名倉）、長田東、長田中、長田南、御菅、尻池北、運南（吉田金平、御崎濱中）、尻池南（真野、南協）、西尻池、真陽、西須磨、西代（北、南）、御神樂（北和南）:431-432，氏子人數在1965年的國勢調查中達56,258戶:459。元祿3年（1690年），根據《元祿鄉帳》記載，當時的氏子人數是長田村141戶618人、池田村30戶175人、西代村79戶303人、東尻池村131戶675人、西尻池村104戶616人和西須磨村123戶723人。元祿14年（1701年），根據《八部郡宗門並家數和人數御改惣寄目錄》記載，氏子人數是長田村148戶698人、東尻池村141戶688人、西尻池村31戶143人和西須磨村125戶805人:431-432。
明治4年7月4日（1871年8月19日），氏子調開始實施後，神社稱氏子地區在以前遍及攝津國湊川至境川，涵蓋長田村、東尻池村、西尻池村、中村、駒林村（駒ヶ林村）、野田村、東須磨村、西須磨村、多井畑村、車村、白川村、奧妙法寺村、口妙法寺村、大手村、板宿村、西代村、池田村、夢野村、石井村、烏原村和兵庫津。明治5年3月24日（1872年5月1日），長田村、東尻池村、吉田新田村、西尻池村、池田村、西代村和西須磨村定為神社的氏子地區。1874年8月，根據《當社諸願伺屆書類綴込》記載，氏子總共有693戶，1877年的《長田神社昇格願書綴》也有同樣的記載。1891年，氏子增至1,142戶，1901年8月再增至3,117戶。1906年，氏子地區變為長田村、東尻池村、西尻池村、池田村、西代村和西須磨村，吉田新田村被認為東尻池村的一部分。1924年3月，氏子增至20,000戶，1927年8月時是28,094戶，1935年9月時是39,318戶，1946年時是33,960戶，1960年時則是48,006戶:455-459。

## 祭事
| 月次祭（每月1日和15日） | |      | |      |                                                                        |
| 1月                     | 初太鼓（1月1日 歲旦祭（1月1日） 二日祭（日供始祭，1月2日） 元始祭（1月3日） 本宮惠美主祭（1月10日） 末社蛭子社祭（1月10日） 翁御面掛式（1月10日） 年頭獻饌者繁榮祈願祭（1月10日） 初釜（1月11日） 年頭氏子祈禱祭（1月13日） 成人之日祈願祭（1月13日） 歲德（1月15日） | 2月  | 節分祭（古式追儺式神事，2月2日） 紀元祭（2月11日）                                                                           | 3月  | 楠宮稻荷社初午祭（舊曆初午） 祈年祭（3月17日）                         |
| 4月                     | 宵宮祭（4月29日） 商工業繁榮祈願祭（4月29日至5月3日） | 5月  | 商工業繁榮祈願祭（4月29日至5月3日） 商工業繁榮祈願祭本祭以及交通安全祈願祭（5月1日） 獻花式（5月2日） 奉納相撲大會（5月3日） | 6月  | 「笑嘻嘻會」祈願大祭（6月1日） 大祓式（6月30日）                       |
| 7月                     | 夏越祭（7月17日和18日） | 8月  | 神戶薪能（8月1日） | 9月  | 日供講講員大祭（9月中旬） 觀月茶會（9月15日）                          |
| 10月                    | 眼鏡感謝祭（10月1日） 宵宮祭（10月17日） 例祭（10月18日） 發輿祭（神幸祭，10月19日） | 11月 | 七五三祭（11月中） 新嘗祭（11月23日）                                                                                        | 12月 | 御火焚祭以及御洒掃祭（12月21日） 大祓式（12月31日） 除夜祭（12月31日） |

- 裝飾餅花的扮鬼者
- 鬼室

有別於一般的驅鬼形式，神社的古式追儺式視鬼為神使，由其代替神明來消災解難，與生剝鬼、御白樣等一脈相乘。神事最早可以追溯至室町時代，參加者分別擔任七種鬼、太刀役以及稱為肝煎的負責人等，總共有數十人，以前僅長田村的村民才能參與。參加者在儀式前一天先各自在鬼宿和太刀役宿閉門不出，扮演鬼的參加者為了洗滌心身而屢次練習將井水從頭倒下，儀式當天早上則直接在須磨海岸的海裡洗滌心身。
儀式當天在社殿前方設置舞台，於拜殿正面擺放象徵日月天地的泰平之餅，裝飾有餅花，餅花是穿有餅和溫州蜜柑的柳枝，象徵宇宙、繁星以及眾人，左右也擺放有象徵日本諸國的六十四州之餅，並且以榊葉作為裝飾，舞台中央則擺放有十二塊影之餅，又稱為鬼之餅，象徵一年十二個月。節分祭在正午12點半開始，眾人在參列後帶同鬼面具前往鬼室裝扮，同時以忌火點燃舞台兩側作為篝火。
- 一番太郎鬼
- 赤鬼
- 青鬼

- 姥鬼
- 呆助鬼

- 餅割鬼
- 尻Kujiri鬼

下午1點半，伴隨著太鼓和螺號聲，七種鬼手持由秸稈而製的火把和各種物品來獻舞，其中一番太郎鬼、赤鬼、青鬼、姥鬼和呆助鬼是在舞台上從太刀役處拿太刀，餅割鬼和尻Kujiri鬼（尻くじり鬼）則分別拿斧頭和槌子，最後以其劈開泰平之餅、六十四州之餅和影之餅，象徵消災解難。七種鬼的主角稱為餅割鬼，為負責劈開餅的鬼之一，必須先扮演過其他各種鬼才有資格擔任。七種鬼作為神使以火把將各種災難燒毀，以太刀的利刃將迎面而來的壞事砍掉。此外，信眾會將火把的灰燼作為祓而從頭撒下，也會將燒剩的火把掛在家門來祈福，並且吃餅花來祈求闔家平安。

## 註解
1. ↑  一谷現為神戶市須磨區一谷町[4]。
2. ↑  十二條二里十坪推測現為神社以西的兵庫縣立長田高等學校（日语：兵庫県立長田高等学校）以西處[5]:492。
3. ↑  西尻池村現為長田區西尻池町一帶[4]。
4. ↑  現行對應地名如下[4]：
  - 板井戶村現為須磨區板宿（日语：板宿）、戎町、戶崎通、寺田町、大田町、大黑町、平田町、飛松町、前池町、菊池町、寶田町、養老町、川上町、神撫町、明神町、板宿町、大手町、庄山町、禪昌寺町和永樂町一帶。
  - 中村現為長田區真野町。
  - 尻池村現為長田區東尻池町（日语：東尻池町）、東尻池新町、濱添通、梅香町（日语：梅ケ香町）、真野町、北町、御藏通、菅原通、四番町、五番町、西尻池町、苅藻通、庄田町、神樂町、若松町、大橋町、腕塚町、川西通、久保町、二葉町、駒榮町、細田町、兵庫區明和通、和田山通、御所通、御崎本町、御崎町、濱中町、材木町、吉田町、金平町、高松町、兵庫運河、和田崎町、濱山通、小松通、笠松通、三石通和上庄通一帶。
  - 野田村現為長田區野田町、海運町、本庄町、長樂町和浪松町一帶。
5. ↑  現行對應地名如下[4]：
  - 長田村現為長田區長田町、一番町、二番町、三番町、四番町、五番町、六番町（日语：番町地区 (神戸市)）、七番町、片山町、大塚町、名倉町、大道通、蓮宮通、西山町、宮川町、房王寺町、重池町、前原町、大丸町、寺池町、長田天神町、，鶯町、大日丘町、萩乃町、一里山町、鹿松町、花山町、西丸山町、丸山町、東丸山町（日语：丸山 (神戸市)）、檜川町、源平町、瀧谷町、明泉寺町、堀切町、高東町、長者町和林山町一帶。
  - 東尻池村現為長田區東尻池新町、濱添通、梅香町、真野町、北町、御藏通、菅原通、四番町、五番町、兵庫區明和通、和田山通、御所通、御崎本町、御崎町、濱中町、材木町、吉田町、金平町、高松町、兵庫運河、和田崎町、濱山通、小松通、笠松通、三石通和上庄通一帶。
  - 西尻池村現為長田區西尻池町、濱添通、苅藻通、庄田町、神樂町、若松町（日语：若松町 (神戸市)）、大橋町、腕塚町、川西通、久保町、二葉町、駒榮町、細田町和真野町一帶。
  - 池田村現為長田區細田町、川西通、大道通、御船通、蓮宮通、池田廣町、蓮池町（日语：蓮池町 (神戸市)）、池田上町、池田寺町、池田谷町、池田宮町、池田丘町、池田惣町、池田鹽町、池田新町和池田經町一帶。
  - 西代村現為長田區若松町、御屋敷通、水笠通、大谷町、五位之池町、山下町、西代通、松野通、戶崎通、神樂町、戎町、禪昌寺町、永樂町、養老町、平和台町、高取山町、長尾町和須磨區禪昌寺町。
  - 西須磨村現為須磨區西須磨、離宮西町、離宮前町、行幸町、須磨浦通、須磨本町、天神町、櫻木町、須磨寺町、千守町、關守町、高倉町、潮見台町、一谷町、高倉台和多井畑南町一帶。
6. ↑  現行對應地名如下[4]：
  - 駒林村現為長田區若松町、大橋町、腕塚町、日吉町、久保町、二葉町、駒榮町、駒林町、常盤町和須磨區千歲町一帶。
  - 東須磨村現為須磨區堀池町、大池町、上細澤町、若木町、行平町、青葉町、鷹取町、古川町、小寺町、外濱町、衣掛町、磯馴町、村雨町、松風町、若宮町、稻葉町、東町、戶政町、中島町、月見山本町、月見山町、南町、北町、權現町、奥山畑町、水野町、大池町、千歲町、常盤町和高尾台一帶。
  - 多井畑村現為須磨區多井畑、友丘、高倉台、南落合、龍台、橫尾、多井畑東町和多井畑南町一帶。
  - 奧妙法寺村和口妙法寺村現為須磨區妙法寺、南落合、東落合、中落合（日语：中落合 (神戸市)）、綠丘、橫尾、龍台、道正台和清水台一帶。
  - 大手村現為須磨區大手町、前池町和板宿町一帶。
  - 夢野村現為兵庫區東山町、湊川町、菊水町、夢野町、鵯越町、熊野町、冰室町、小山町、清水町、北山町、鵯越筋、里山町和瀧山町一帶。
  - 石井村現為兵庫區石井町、大同町、都由乃町、山王町、千鳥町、湊川町、菊水町、熊野町、冰室町、天王町和烏原町一帶。
  - 烏原村現為兵庫區烏原町和千鳥町一帶。
7. ↑  吉田新田村現為兵庫區吉田町、遠矢濱町和濱山通[4]。

## 外部連結
- . 長田神社.   [2025-01-10] （日语）.
- . 兵庫縣神社廳（日语：神社庁）.   [2025-01-10] （日语）.
- . 神佛靈場會.   [2025-01-10] （日语）.
- . 兵庫縣觀光本部.   [2025-01-10] （日语）.
- . 神戶觀光局.   [2025-01-10] （日语）.
- . 神戶電鐵.   [2025-01-10] （日语）.